# Ledningsstridsskolan
Ledningsstridsskolan (LedSS) är en truppslagsskola för signaltrupperna inom svenska armén som verkat i olika former sedan 2000. Förbandsledningen är förlagd i Enköpings garnison, Enköping.

## Historik
Ledningsstridsskolan har sina rötter i Arméns stabs- och sambandsskola, (StabSbS) som under slutet av 1990-talet var en del av Försvarsmaktens Ledningscentrum (FM LedC). Försvarsmaktens Ledningscentrum kom dock att avvecklas den 30 juni 2000 varvid verksamheten vid centret övertogs och inordnades inom Upplands regemente (S 1). År 2006 avvecklades Upplands regemente, och i dess ställe bildades Ledningsregementet (LedR), vilket bland annat övertog uppgifterna från Upplands regemente.  Efterhand efter 2006 uppstod behovet av att ånyo skapa en sammanhållen skola inom ledningsområdet. Under 2012 utreddes därför hur man skulle kunna skapa en "starkare stridsskola" inom ledningsfunktionen. Som resultat av denna utredning så inrättades Ledningsstridsskolan från 1 januari 2013.  

## Verksamhet
Skolan är en del av Ledningsregementet (LedR) och utbildar officerare men även soldater och civila inom Försvarsmakten och totalförsvaret. Vidare ansvarar stridsskolan för utveckling inom ledningsområdet samt ledningsträning av staber (bataljon, brigad och högre). Utöver detta har skolan även ansvar för genomförande av årliga multinationella stabsövningar i Viking- och CJSE-serierna. (Combined Joint Staff Exercise)   

## Ingående enheter
Skolan består av Chef och fem enheter:
- Tjänstegrensavdelningen
- Utbildningsavdelningen med Totalförsvarets signalskyddsskola (TSS)
- Träningsavdelningen, efterträdare till Ledningsträningscentrum (LTC). Inom ramen för träningsavdelningen inryms även den verksamhet som tidigare genomfördes vid Krigsspelscentrum (FKSC)
- Utvecklingsavdelningen
- Stabsavdelningen

## Heraldik och traditioner
Den förbandsmarsch som Ledningsskolan antog i samband med bildandet av skolan, ärvdes från Ledningscentrum. Marschen har antogs redan 1952 av dåvarande Signalregementet (S 1), och från 1957 Upplands signalregemente. Åren 1976–1991 användes den av Arméns stabs- och sambandsskola, åren 1991–1997 av Arméns lednings- och sambandscentrum, åren 1998 av Stabs- och sambandsskolan, och åren 1999–2000 av Ledningscentrum.

## Förbandschefer
Förbandschefen tituleras skolchef och har tjänstegraden överste. 

- 2000–2002: Överstelöjtnant Kenth Dagérus
- 2002–2005: Överstelöjtnant Anders Grindlund
- 2006–2009: Överstelöjtnant Bengt Tiberg
- 2009–20??: Överstelöjtnant Matz Jakobsson
- 20??–2015: ???
- 2015–2016: Överste Krister Larsson [b]
- 2016–2019: Överste Mikael Christoffersson [c]
- 2019–2021: Överste Fredrik Pettersson  [d]
- 2022–2024: Överste Anders Edholm [e]
- 2024–20xx: Kommendör Carl Lundvall [f]

## Namn, beteckning och förläggningsort
| Ledningsskolan       | 2000-06-30 | – | 2012-12-31 |
| Ledningsstridsskolan | 2013-01-01 | – |            |

| LedS  | 2000-06-30 | – | 2012-12-31 |
| LedSS | 2013-01-01 | – |            |

| Enköpings garnison (F) | 2000-06-30 | – |  |